# Pierres à vapeur

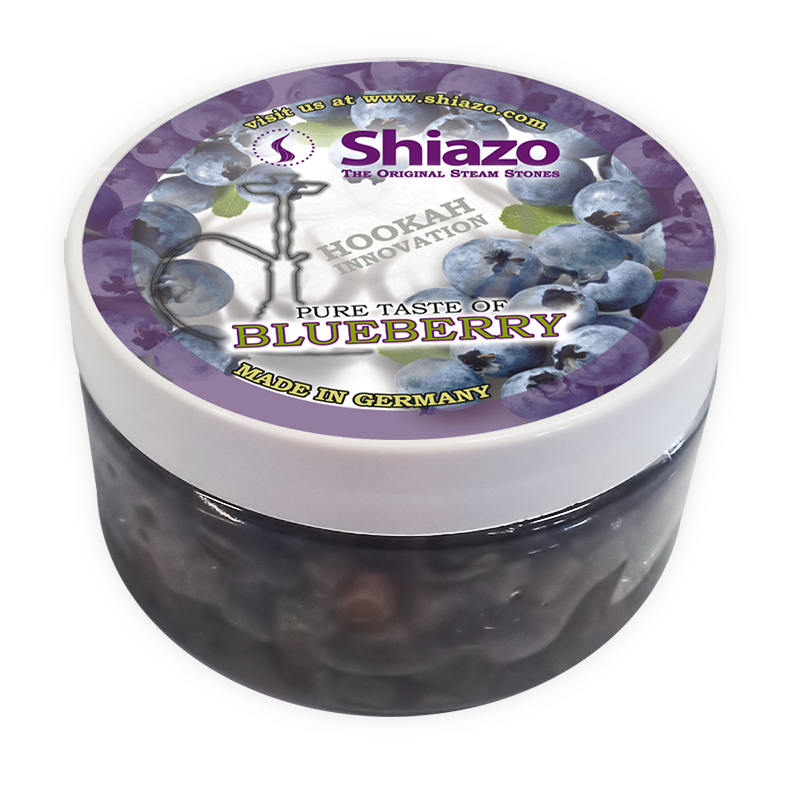
Une boîte de 100 g de Shiazo (une des marques présentes sur le marché), parfum « myrtille ».

Les pierres à vapeur (parfois appelées pierres à chicha, en anglais steam-stones) sont un substitut pour le tabac à narguilé initialement développé en Allemagne. 

## Utilisation
Elles sont composées d'un minéral poreux imbibé d'une solution à base de glycérol et de parfums végétaux.
Elles s'utilisent comme le tabac traditionnel dans le foyer de la chicha. Sous l'effet de la chaleur dégagée par les charbons incandescents placés sur le foyer, le liquide contenu dans les pierres est vaporisé.
Ce produit est différent de celui utilisé dans les cigarettes électroniques. Dans celles ci, on utilise une cartouche contenant une solution à base de glycérol parfumé (avec ou sans adjonction de nicotine), mais sans la présence du minéral.
Les principales marques de pierres à vapeur sont Shiazo et Bigg, deux marques allemandes.
Les pierres à vapeur sont présentées comme une alternative moins nocive à la consommation de tabac. Elles présentent toutefois un danger en raison de la production de monoxyde de carbone et d'hydrocarbures aromatiques polycycliques lors de la combustion du charbon,.

## Statut juridique en Allemagne
Le tribunal administratif de Munich (de) déclare, dans un arrêté du 5 octobre 2011, que la loi sur la protection de la santé ne s'applique pas aux pierres à vapeur, et que ce produit peut être consommé dans les lieux publics,.
Le 1er août 2013, le tribunal administratif supérieur de Rhénanie-du-Nord-Westphalie déclare que la loi de protection des non-fumeurs ne concerne pas l'utilisation des pierres à vapeur, car il n'existe alors aucune preuve que ce produit nuise à la santé de l'entourage des consommateurs.

## En France
En 2017 ces produits sont interdits en France, n'ayant pas reçu d'agrément des services de l'État. En effet les fabricants et exportateurs étrangers sont dans l'obligation de faire homologuer ce genre de produits. De ce fait, les grossistes français ne peuvent plus légalement importer ces produits sur le territoire français.
Depuis janvier 2020, ces produits sont à nouveau remis sur le marché et vendus en France, car après un suspension d'agrément pendant 3 ans des services de l'État, ces derniers ont finalement considéré qu'ils n'entraînent pas dans le champ d'application des produits assimilés tabac. De ce fait, les grossistes français peuvent désormais légalement importer ces produits sur le territoire français.